# Górale Łąccy
Niektóre z zamieszczonych tu informacji wymagają weryfikacji.
Dokładniejsze informacje o tym, co należy poprawić, być może znajdują się w dyskusji tego artykułu.
 Po wyeliminowaniu niedoskonałości należy usunąć szablon {{Dopracować}} z tego artykułu.
Górale łąccy (także: biali górale, górale łącko-kamieniccy) – należą do grupy tzw. górali sądeckich (Biali, Łąccy, Czarni). Ludność zamieszkująca teren, na którym stykają się trzy rozległe pasma górskie: Beskidu Wyspowego, Beskidu Sądeckiego i Gorców. Zbiegają się tu również granice powiatów: limanowskiego, nowosądeckiego i nowotarskiego. Do regionu tego zaliczani ze względu na ubiór, tradycje i gwarę. Zamieszkują oni również dolinę Kamienicy Gorczańskiej i mogą być również nazywani Góralami Kamienickimi. Według niektórych źródeł Górale Biali i Łąccy są osobnymi podgrupami: Biali Górale zamieszkują zachodnie części terenu Górali Łąccko-Kamienickich – głównie na gorczańskich terenach Szczawy, Kamienicy i Zasadnego, zaś Łąccy wschodnią część.

## Zasięg terytorialny
Ścisłe wytyczenie granic tejże grupy etnograficznej jest zadaniem niełatwym, a w wielu wypadkach praktycznie niemożliwym. Wsie leżące na umownej granicy lachowsko-góralskiej (Kadcza, Szczereż, Słopnice) mają cechy charakterystyczne obu regionów i można je uznać za wsie przejściowe. Samo przejście terenów góralskich w lachowskie odbywa się tak płynnie, że ciężko dokładnie te tereny rozgraniczyć i stwierdzić jednoznacznie, do jakiej grupy etnograficznej należą wsie przejściowe.
Orientacyjnie można zatem powiedzieć, że wsie należące do terenu białych górali to:
- od północy: Szczawa, Zalesie, Zbludza, Młyńczyska, Kicznia, Jazowsko, Czarny Potok, Szczereż, Kadcza, Słopnice (cztery ostatnie wsie są graniczne, mieszane – widoczne wpływy lachowskie i góralskie).
- od zachodu: wieś Szczawa.
- od wschodu: Gaboń
- od południa: Szczawa, Zasadne, Kamienica, Zabrzeż, Zarzecze, Brzyna, Obidza, Łazy Brzyńskie.

### Granice naturalne
Granica ma swe uwarunkowania geograficzne. Długie ramię, odchodzące w kierunku wschodnim od najwyższego szczytu Beskidu Wyspowego – Mogielicy (1171 m n.p.m.), w którym wyróżniają się wzniosłości Hali (913 m), Cichonia (929 m), Ostrej (928 m) i Jeżowej Wody (888 m) oraz również w tym samym kierunku ukształtowane stoki Modyni (1029 m), oddzielają wsie góralskie od lachowskich, położonych po północnej stronie.
Granica zachodnia pokrywa się z zachodnimi obrzeżami Zalesia i Szczawy, ma swe oparcie w południowo-wschodnich stokach Mogielicy oraz odchodzących od niej rosochatych masywów Krzystonowa (1012 m), Jasienia (1063 m), Miznówki (969) i Myszycy (877 m), które poprzez przełęcz Przysłop (693 m) łączą się z rosochatymi Gorcami. Od szczytu Gorca (1228 m) granica ta przybiera kierunek południowo-wschodni, trzymając się tak właśnie ułożonego grzbietu górskiego, w którym wyróżniają się wzniesienia Wierchu Lelonek (955 m), Zdzaru (858 m), Twarogi (839 m) i Koziarni (603 m); na północnych zboczach tych szczytów położone są najdalej na południe wysunięte przysiółki Szczawy, Zasadnego, Kamienicy i Zabrzeży.
Granica wschodnia ma swe oparcie w potężnym masywie Przehyby (1175 m), który schodząc ku dolinie Dunajca dwoma ramionami: zachodnim (Skałka – 1168 m, Przysłop – 832 m, Koziarz – 945 m, Sobel Tylmanowski – 811 m, Sobel Zarzecki – 730 m) i północnym (Wielka Przehyba – 1191 m) w sposób naturalny ogranicza wsie: Brzyna, Obidza i Gaboń.

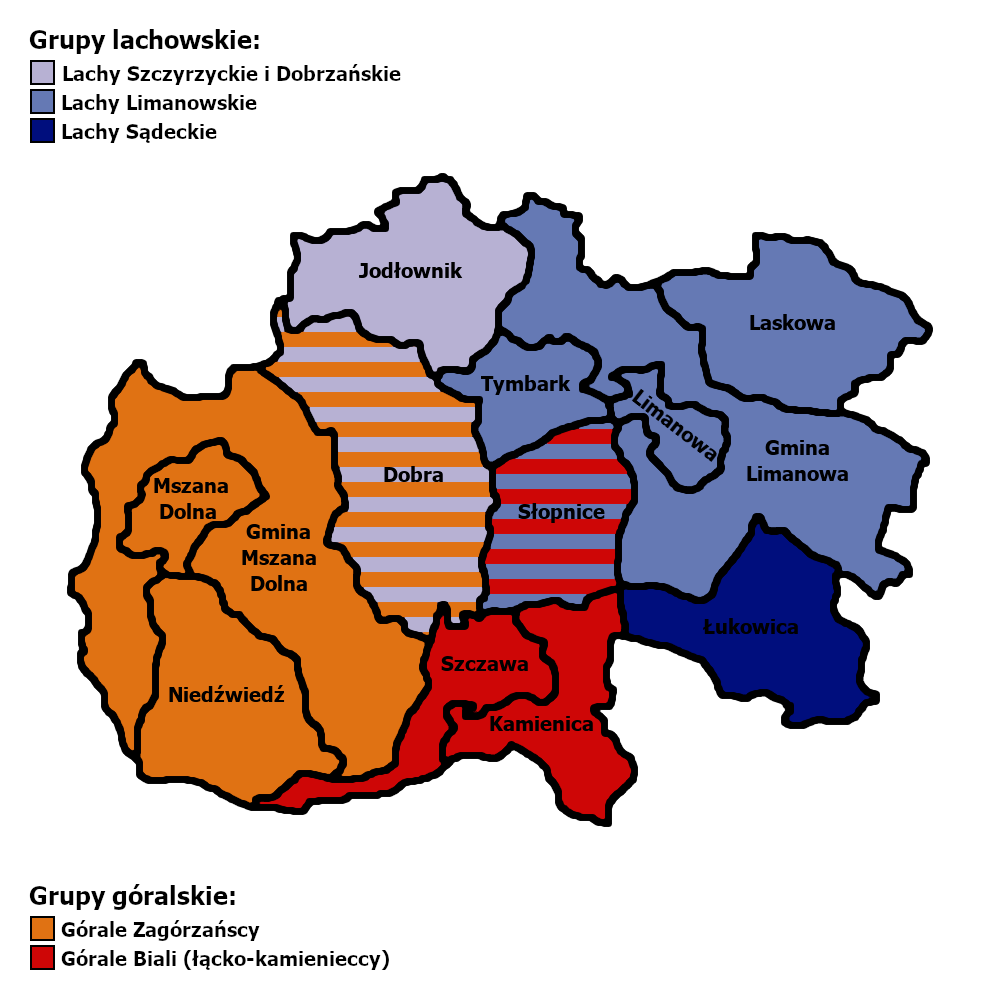
Górale Biali w powiecie limanowskim.

### Granice historyczne
Obszar górali łąckich należał w średniowieczu do dóbr klarysek starosądeckich. Zaś starostwo czorsztyńskie (od południa graniczące) i barcickie (graniczące do pd.-zach.) były zwartym kompleksem królewszczyzn. Granica pn.-zach. to historyczny styk latyfundium starosądeckiego z dobrami szlacheckimi, reprezentowanymi przez klucze ziemskie (wielkoporębski i dobrzański), należące do rodów magnatów czy posiadłości drobnej szlachty.

## Strój ludowy

### Strój odświętny męski

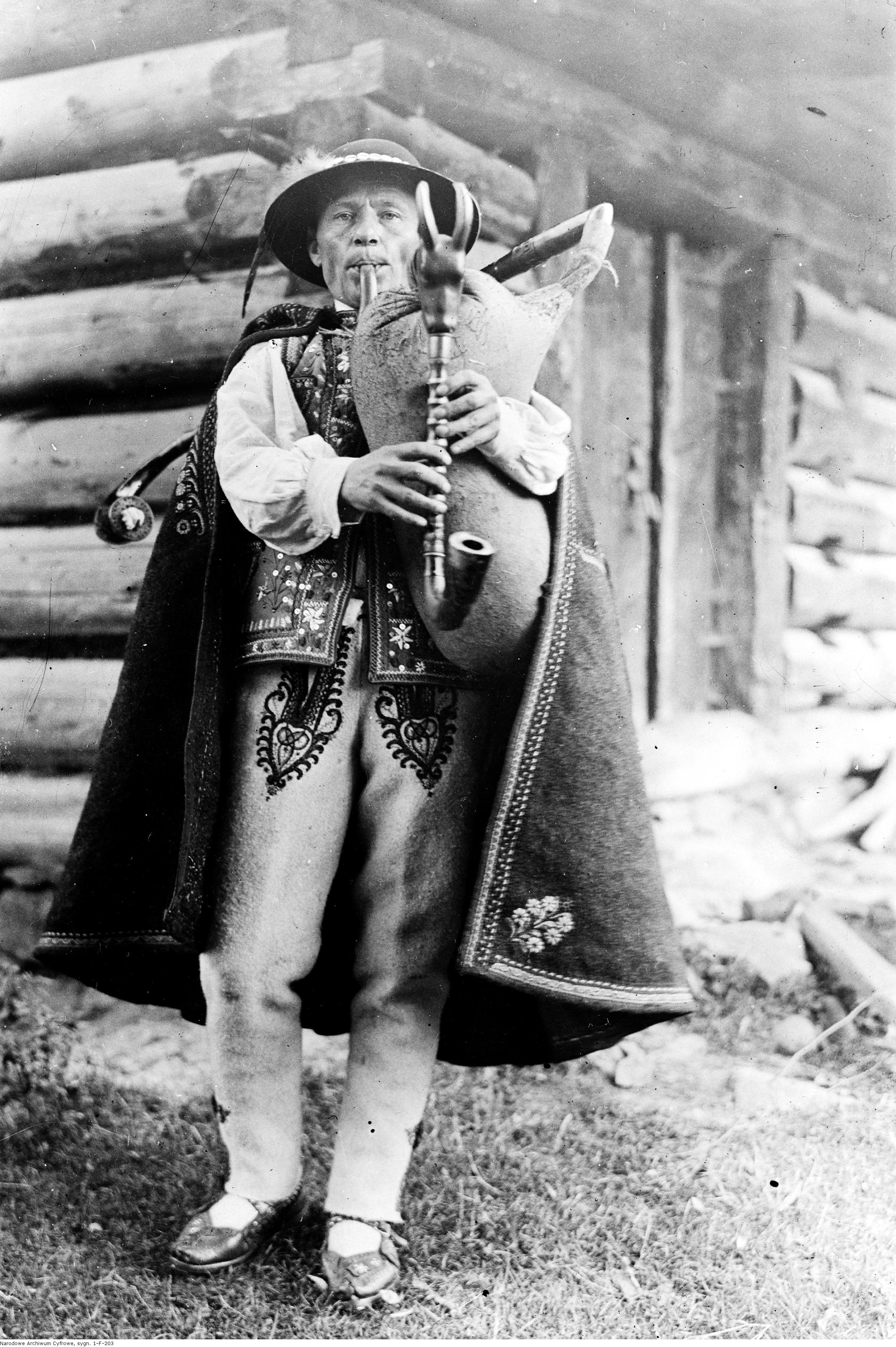
Grajacy na dudach Wincenty Pyrdoł w stroju regionalnym z Zarzecza koło Łącka.

Sukienne, białe, zdobione haftami (węzeł rycerski, później zwany cyfrą) spodnie czyli portki, zwane „sukniokami”; koszula biała, wpuszczona do spodni, długa, zdobiona skromnymi haftami, obecnie spinana przez zespoły ludowe na piersiach metalową spinką; na nogach skórzane kierpce, których rzemyki („nawłoki”) okręcano na wysokości kostki nogawek portek. W zimie zakładano buty z cholewami („kapce”); w lecie na koszulę wkładano „siwą” kamizelkę, zdobioną haftami, w zimie – podobny w kroju kożuszek zdobiony „oprymą” i aplikacjami. Okryciem wierzchnim była najczęściej biała, czasem też brązowa gurmana (cucha), zdobiona kolorowymi haftami. Odzieniem zimowym był kożuch, dla bogatych obszerny sięgający do pół łydki, z szerokimi fałdami z tyłu; biedniejsi nosili kożuchy skromniejsze, bądź też zadowalali się gurmanami. Letnim okryciem głowy był czarny, filcowy kapelusz z okrągłą główką i szeroką kanią; zimowym okryciem – baranie czapy. Strój uzupełniał opasujący biodra szeroki pas skórzany. Dodatkowo na wyposażeniu ciupaga.
Ubiór na co dzień to zdarty już ubiór do święta.

### Ubiór odświętny kobiecy
Koszula z płótna lnianego (lepsza) lub konopnego (gorsza) – biała, długa do kolan. Występowały też koszule krótkie, szyte z wiejskiego płótna lnianego. Fartuch („falbaniorz”) szyty z białego płótna lnianego wiejskiej roboty, dół wycinano w zęby i zdobiono ażurowym haftem, górą fartuchy były związywane w troki. Fartuch bardzo mocno krochmalono. Fartuchy zakładano na spódnice, które to początkowo miały kolor „siwy” i posiadały kółeczka, paseczki (białe); po I wojnie zastąpiono je czerwonymi, brązowymi, burymi, zielonymi, beżowymi w kwieciste wzory szytymi z lekkich (krasych) materiałów wełnianych, zwanych tybetem. Okrywające przody spódnic – zapaski – były szyte w formie prostokąta lub kwadratu z płótna, do tyłu „zapasywany” (wiązany) za pomocą troków. Zapaskę szyto z lnianego lub konopnego płótna wiejskiej roboty. Spełniała jeszcze ważną funkcję – zbierano do niej owoce, strąki grochu, kłosy zboża, czy jaja z grzęd kurzych. Najbardziej charakterystyczny był gorset szyty z aksamitu, wyszywany blaszkami i paciorkami. Wizytkami zwano letnie, wyjściowe bluzki, noszone przez mężatki. Szyto je z tego samego materiału co spódnice i sięgały poniżej pasa lub do bioder (krój wolny, przody zdobiły aplikacje, wokół szyi obiegał wąski kołnierzyk zakończony szpicem lub oszywką. Ubiorem wierzchnim na dni chłodniejsze były sukienne granatowe, zielone, rzadziej beżowe kaftany. Zaś w czasie zimy kobiety ubierały się w proste sięgające do pasa bez rękawów i ozdób kożuszki szyte ze skór baranich, wyprawianych domowym sposobem. Na głowę noszono czepiec lub chustę. Obuwie takie samo jak męskie. Dodatkiem do ubioru były czerwone korale. Liczba sznurów zależała do zamożności gospodyni.
Ubiór na co dzień to zdarty już ubiór świąteczny.

## Budownictwo regionalne
Wsie do tej pory są skupione wzdłuż potoków, tworzą charakterystyczny układ łańcuchówek, zaś na stokach występują rozrzucone przysiółki. W budownictwie dominowała przede wszystkim zagroda wielobudynkowa, chociaż także ze względu na ukształtowanie terenu występowały też zagrody jednobudynkowe. Budynki wznoszono na zrąb, dachy kryto gontem lub słomą (w schodki i na gładko). Charakterystyczne były piętrowe spichlerze (pięterko wykorzystywano latem jako mieszkanie sezonowe).